# Zoran Tadić
Zoran Tadić (Livno, 2. rujna 1941. – Zagreb, 9. rujna 2007.) je bio hrvatski filmski kritičar, redatelj i pedagog.
Zoran Tadić jedan je od najznačajnijih hrvatskih filmskih redatelja. Studirao je komparativnu književnost i filozofiju u Zagrebu. Filmom se počeo baviti kao kritičar i publicist 1961., a zatim kao asistent, pomoćnik redatelja i koscenarist.
Film Ritam zločina (1981.) njegov je dugometražni prvijenac, a ujedno i njegov najuspjeliji i najpoznatiji rad (fantastični triler, po scenariju Pavla Pavličića).

## Filmografija
- Hitch... Hitch... Hitchcock! (dokumentarni) (1968.)
- Kad čuješ zvona (1969.)
- Amerikanka (dokumentarni) (1970.)
- Poštar s kamenjara (dokumentarni) (1971.)
- Kazivanje Ivice Štefanca, mlinara (dokumentarni) (1973.)
- Druge (dokumentarni) (1972.)
- Pletenice (dokumentarni) (1973.)
- Dernek (dokumentarni) (1974.)
- Zemlja (dokumentarni) (1975.)
- Preporuča se za realizaciju (dokumentarni) (1978.)
- Liberanovi (1979.)
- Kašinska 6 (dokumentarni) (1981.)
- Ritam zločina (1981.)
- Nepokoreni grad (TV serija; 2 epizode) (1981.)
- Treći ključ (1983.)
- Ne daj se, Floki (TV serija) (TV serija/film) (1985.)
- San o ruži (1986.)
- Osuđeni (1987.)
- Čovjek koji je volio sprovode (1987.)
- Orao (1990.)
- Treća žena (1997.)
- Blagajnica hoće ići na more kao pijanac umjetnik (2000.)